# مرادعلی احمدی
حجت الاسلام مرادعلی احمدی فرزند عزیزمراد متولد ۱۳۳۲ نماینده حوزه انتخابیه سنقرکلیایی استان کرمانشاه در دوره دوم مجلس شورای اسلامی بود. تعداد آراء کسب شده توسط وی ۳۹٬۰۸۳ که ۷۴٫۰۰ درصد کل آراء ماخوذه بود.

## مرگ
احمدی در اواخر عمر خود به سرطان دچار شده و نزدیک به یک سال در بیمارستان های آتیه و پارسیان تهران بستری و تحت شیمی درمانی قرار داشت. پیکر وی در تهران در امامزاده زینعلی پونک به خاک سپرده شد.